# Daniels (Familienname)
Daniels ist ein patronymischer Familienname, der vom Namen Daniel hergeleitet wird (Sohn des Daniel).

## Namensträger

### A
- Alexander von Daniels (Rechtswissenschaftler) (1800–1868), deutscher Rechtswissenschaftler und Politiker
- Alexander von Daniels (General) (1891–1960), deutscher Generalleutnant
- Antonio Daniels (* 1975), US-amerikanischer Basketballspieler
- Anthony Daniels (* 1946), britischer Schauspieler
- Anthony Daniels, eigentlicher Name von Theodore Dalrymple (* 1949), britischer Psychiater und Schriftsteller
- Arlene Kaplan Daniels (1930–2012), US-amerikanische Soziologin
- Art Daniels (1928–2021), US-amerikanischer Jazzmusiker

### B
- B. J. Daniels (* 1989), US-amerikanischer Footballspieler
- Bebe Daniels (1901–1971), US-amerikanische Schauspielerin
- Ben Daniels (* 1964), britischer Schauspieler

### C
- Carl Daniels (* 1970), US-amerikanischer Boxer, Weltmeister WBA im Halbmittelgewicht
- Carolin Daniels (* 1992), deutsche Tennisspielerin
- Charles Daniels (Schwimmer) (1885–1973), US-amerikanischer Schwimmer
- Charles Daniels (Politiker) (1825–1897), US-amerikanischer Politiker
- Charles Daniels (Archäologe) (1932–1996), englischer Archäologe
- Charles Daniels (Sänger) (* 1960), englischer Sänger (Tenor)
- Charlie Daniels (Charles Edward Daniels; 1936–2020), US-amerikanischer Countrymusiker
- Charlie Daniels (Fußballspieler) (Charles John Daniels; * 1986), englischer Fußballspieler
- Christopher Daniels (* 1971), US-amerikanischer Wrestler
- Clayton Daniels (* 1984), südafrikanischer Fußballspieler

### D
- Dani Daniels (* 1989), US-amerikanische Pornodarstellerin
- David Daniels (Sänger) (* 1966), US-amerikanischer Opernsänger (Countertenor)
- David Daniels (Animator), US-amerikanischer Animator und Unternehmer
- David Daniels (Basketballspieler) (David Harley Daniels; * 1971), kanadischer Basketballspieler
- David Karsten Daniels (* 1979), US-amerikanischer Singer-Songwriter und Musiker
- Devin Daniels (* 1997), US-amerikanischer Jazzmusiker
- Dexter Daniels (* 1973), US-amerikanischer Footballspieler
- Dominick V. Daniels (1908–1987), US-amerikanischer Politiker
- Drew Daniels (Eishockeyspieler) (* 1989), US-amerikanischer Eishockeyspieler
- Drew Daniels (Kameramann), US-amerikanischer Kameramann
- Dyson Daniels (* 2003), australischer Basketballspieler

### E
- Eddie Daniels (* 1941), US-amerikanischer Klarinettist
- Emil Daniels (1863–1934), deutscher Historiker
- Eric Daniels (Eishockeyspieler) (* 1975), deutscher Eishockeyspieler und -schiedsrichter
- Eric Daniels (Animator), Animator
- Erin Daniels (* 1973), US-amerikanische Schauspielerin

### F
- Farrington Daniels (1889–1972), US-amerikanischer Physiker und Chemiker
- Franz Daniels (1886–1978), deutscher General-Veterinär

### G
- Gary Daniels (* 1963), US-amerikanischer Sportler, Schauspieler und Filmproduzent britischer Abstammung
- George Daniels (Uhrmacher) (1926–2011), britischer Uhrmacher
- George Daniels (Leichtathlet) (1950–2005), ghanaischer Sprinter
- George B. Daniels (* 1953), US-amerikanischer Jurist
- George Emory Daniels (1875/1877–1954), US-amerikanischer Automobilmanager und Unternehmer
- Greg Daniels (* 1963), US-amerikanischer Drehbuchautor, Produzent und Regisseur
- Gipsy Daniels (1903–1967), walisischer Boxer

### H
- H. P. Daniels (* 1951), deutscher Schriftsteller, Musiker und Journalist
- Hans Daniels (* 1934), deutscher Jurist und Politiker (CDU)
- Heinrich Daniels (1869–1938), deutscher Jurist und Ministerialbeamter
- Heinrich Gottfried Wilhelm Daniels (1754–1827), deutscher Jurist und Politiker
- Heinz Daniels (1919–1971), deutscher Politiker (SPD)
- Herbert von Daniels (1895–1965), deutscher SS-Führer und Sportfunktionär

### I
- Isabelle Daniels (1937–2017), US-amerikanische Leichtathletin

### J
- Jack Daniels (Fußballspieler) (John Francis Daniels; 1913–1970), englischer Fußballspieler
- Jack Daniels (Politiker) (John W. Daniels; 1923–2003), US-amerikanischer Politiker
- Jack Daniels (Leichtathletiktrainer) (Jack Tupper Daniels; * 1933), US-amerikanischer Sportphysiologe und Hochschullehrer
- Jaelene Daniels (* 1993), US-amerikanische Fußballspielerin
- Jake Daniels (Pokerspieler) (Jacob Daniels; * 1987 oder 1988), US-amerikanischer Pokerspieler
- Jake Daniels (Fußballspieler) (* 2005), englischer Fußballspieler
- Jayden Daniels (* 2000), US-amerikanischer American-Football-Spieler
- Jeff Daniels (* 1955), US-amerikanischer Schauspieler
- Jeff Daniels, Pseudonym von Luke McDaniel (1927–1992), US-amerikanischer Sänger
- Jeff Daniels (Eishockeyspieler) (* 1968), kanadischer Eishockeyspieler und -trainer
- Joe Daniels (1908–1993), britischer Jazz-Schlagzeuger und Bandleader
- John Daniels (Rennfahrer), britischer Motorradrennfahrer
- John Daniels (Unternehmer) (* 1936), US-amerikanischer Unternehmer und Politiker
- John Daniels (Schauspieler), US-amerikanischer Schauspieler
- John Daniels (Snookerspieler), englischer Snookerspieler
- Jon Daniels (* 1977), US-amerikanischer Unternehmer und Baseballfunktionär
- Josef Daniels (1910–1983), deutscher Mediziner und Behördenleiter
- Josephus Daniels (1862–1948), US-amerikanischer Politiker und Verleger
- Julius Daniels (1873–1919), deutscher Verwaltungsbeamter
- Justus von Daniels (* 1978), deutscher Journalist

### K
- Karlheinz Daniels (* 1928), deutscher Sprachwissenschaftler und ordentlicher Professor für Didaktik der Deutschen Sprache und Literatur
- Ken Daniels (* 1941), britischer Radrennfahrer
- Kenshiro Daniels (* 1995), US-amerikanisch-philippinischer Fußballspieler
- Kevin Daniels (* 1976), US-amerikanischer Schauspieler, Theaterschauspieler und Synchronsprecher

### L
- Laurent Daniels (* 1963), deutscher Schauspieler
- Lee Daniels (* 1959), US-amerikanischer Filmproduzent, Filmregisseur und Schauspieler
- Lisa Daniels, US-amerikanische Agrarökonomin
- Luke Daniels (* 1988), englischer Fußballtorhüter

### M
- Maggie Daniels, britische Theater- und Filmschauspielerin
- Maike Daniels (* 1985), deutsche Handballspielerin
- Marc Daniels (1912–1989), US-amerikanischer Filmregisseur, Filmproduzent und Drehbuchautor
- Marie Daniels (* 1986), deutsche Jazz- und Improvisationsmusikerin
- Marquis Daniels (* 1981), US-amerikanischer Basketballspieler
- Mary-Lou Daniels (* 1961), US-amerikanische Tennisspielerin
- Mathieu Frans Daniëls (1860–1918), niederländischer Mathematiker
- Maxine Daniels (1930–2003), britische Jazzsängerin
- Mel Daniels (1944–2015), US-amerikanischer Basketballspieler
- Mickey Daniels (1914–1970), US-amerikanischer Schauspieler
- Mike Daniels (Musiker) (1928–2016), britischer Jazzmusiker
- Mike Daniels (Footballspieler) (* 1989), US-amerikanischer Footballspieler
- Milton J. Daniels (1838–1914), US-amerikanischer Politiker
- Mischa Daniels, niederländischer DJ
- Mitch Daniels (* 1949), US-amerikanischer Politiker
- Moseline Daniels (* 1990), südafrikanische Cricketspielerin

### P
- Pat Daniels (* 1943), US-amerikanische Fünfkämpferin, Mittelstreckenläuferin und Weitspringerin
- Patricia A. Daniels, bekannt als Adeva (* 1960), US-amerikanische Sängerin
- Paul Daniels (Zauberkünstler) (Newton Edward Daniels; 1938–2016), britischer Zauberkünstler
- Paul Daniels (Rennfahrer) (* 1958), britischer Automobilrennfahrer
- Paul Daniels (Ruderer) (* 1981), US-amerikanischer Ruderer
- Percy Daniels (1840–1916), US-amerikanischer Politiker
- Peter T. Daniels (* 1951), US-amerikanischer Linguist
- Phil Daniels (* 1958), britischer Schauspieler

### Q
- Quincey Daniels (* 1941), US-amerikanischer Boxer

### R
- Randy Daniels (* 1950), US-amerikanischer Politiker
- Robert Daniels (Boxer) (* 1968), US-amerikanischer Profiboxer, Weltmeister (WBA) im Cruisergewicht
- Robert Anthony Daniels (* 1957), kanadischer Geistlicher, Bischof von Grand Falls
- Roland Daniels (1819–1855), deutscher Arzt

### S
- Scott Daniels (Eishockeyspieler) (* 1969), kanadischer Eishockeyspieler
- Scott Daniels (Fußballspieler) (* 1969), englischer Fußballspieler
- Seth Daniels Bingham (1882–1972), US-amerikanischer Komponist, Organist und Musikpädagoge, siehe Seth Bingham
- Spencer Daniels (* 1992), US-amerikanischer Schauspieler
- Stan Daniels (1934–2007), US-amerikanischer Autor und Fernsehregisseur
- Stormy Daniels (* 1979), US-amerikanische Pornodarstellerin

### T
- Teahna Daniels (* 1997), US-amerikanische Leichtathletin
- Tobias Daniels (* 1981), deutscher Historiker
- Thurston Daniels (1859–1926), US-amerikanischer Politiker

### V
- Veronica Siwik-Daniels (* 1977), US-amerikanische Pornodarstellerin und Schauspielerin

### W
- Wilhelm Daniels (Politiker, 1778) (1778–1845), deutscher Jurist und Politiker, Oberbürgermeister von Aachen
- Wilhelm Daniels (Politiker, 1903) (1903–1977), deutscher Jurist und Politiker, Oberbürgermeister von Bonn
- William Daniels (* 1927), US-amerikanischer Schauspieler
- William H. Daniels (1901–1970), US-amerikanischer Kameramann
- Wolfgang Daniels (* 1951), deutscher Physiker und Politiker (Bündnis 90/Die Grünen)